# Kavadh II
Kavadh II est un empereur de perse sassanide ayant régné en 628.

## Biographie
Le prince Shiruyih (grec : Shirôyé), fils aîné de Khosro II, a été emprisonné par son père qui souhaitait assurer sa succession à son fils favori Mardânshâh. Shiruyih reçoit l'appui des représentants des principales familles féodales ; Farrukh Hormizd et ses deux fils, des Ispahbudhān, de Schahr-Barâz des Mihranides, de la faction arménienne représentée par Varaz-Tiroç II Bagratouni et enfin les Kanārangiyān. Il est libéré et proclamé roi sous le nom de Kavadh II. Il fait exécuter son père le 23 février 628 et ensuite au moins 14 ou 18 de ses frères ou demi-frères qu'il considère comme des rivaux potentiels.
Avec l’accord des nobles perses, Kavadh fait dès le 25 mars des propositions de paix perpétuelle à l’empereur byzantin Héraclius. Ce dernier reçoit « Rasman », l'envoyé de Kavadh II, le 3 avril. Ce même mois, tous les chrétiens emprisonnés en Perse, dont le patriarche Zacharie de Jérusalem, sont libérés ; en contrepartie Théodore, le frère de l'empereur, reconduit en Perse les prisonniers sassanides.
Dans la partie de l'Arménie qu'il contrôle encore, et dans un souci d'apaisement, il nomme marzbân Varaz-Tiroç II Bagratouni, dont le père a déjà exercé pour le compte de son propre père la fonction de gouverneur d'Hyrcanie. Pendant le court règne de Kavadh II, les nestoriens de Perse ont également le droit de se choisir un nouveau catholicos en la personne d'Ichoyahb II.
De terribles catastrophes marquent cette période : inondations et épidémie de peste, dont le roi meurt le 6 septembre 628 après un règne de six mois.